# Ambrose Dudley Mann
Pour les articles homonymes, voir Mann.
Ambrose Dudley Mann, né le 26 avril 1801 à Hanover Courthouse et mort le 15 novembre 1889 en France, est un diplomate américain, Secrétaire d'État assistant des États-Unis et représentant des États confédérés d'Amérique en Europe.